# Juliano Mineiro
Juliano Mineiro (ur. 14 lutego 1986 w Rio de Janeiro) – brazylijski piłkarz występujący na pozycji pomocnika.

## Kariera piłkarska
Od 2004 roku występował we Fluminense FC, EC Juventude, Náutico, CD Nacional, EC Bahia, Najran, Tombense, Metropolitano, Paraná Clube, Chonburi, Kashiwa Reysol i Selangor.